# تروپئوگناتوس
تروپئوگناتوس(نام علمی: Tropeognathus) نام یک سرده از راسته پتروسور است.